# Kinderhook (ville, New York)
Pour les articles homonymes, voir Kinderhook.
Kinderhook est une ville du comté de Columbia, dans l'État de New York (États-Unis). Elle comptait 8 498 habitants au recensement de 2010.

## Histoire
Kinderhook correspond au point le plus septentrional atteint par l'expédition de Henry Hudson dans son exploration du fleuve Hudson, en 1609. Le nom de Kinderhook, dérivé du néerlandais Kinderhoek (« Coin des enfants ») fait référence à la présence d'enfants, mais aucune explication ne fait l'unanimité.
Les premiers colons européens se sont installés sur le site avant 1650, mais ce n'est qu'en 1788 que la ville a été officiellement fondée. Son territoire a ensuite été morcelé pour créer successivement les villes de Ghent (1818) et de Stuyvesant (1823).

## Géographie
Kinderhook comprend deux villages : Kinderhook et Valatie, ainsi que le hameau de Niverville. Son territoire est traversé du nord au sud par la Route US 9.

### Hydrographie
Kinderhook possède un lac, le lac de Kinderhook. La ville est traversée par le Kinderhook Creek, une rivière longue de 80 km, affluent du Stockport Creek.

## Personnalités liées à Kinderhook
- Martin Van Buren, huitième président des États-Unis, dont le surnom était « Old Kinderhook », y est né et y a passé la plus grande partie de sa vie ;
- Hannah Van Buren, son épouse, y est née.